# Ми-44
„Ми-44“ е вертолет, произвеждан в СССР.

## История
През 1986 г. конструкторското бюро „Мил“ започва работа по нов хеликоптер с обозначението Ми-44. Моделът е създаден на базата на лекия хеликоптер Ми-34. Предвидено е да бъде снабден с два леки турбовални газотурбинни двигателя. Проектната работа по машината е завършена през есента на 1987 г., когато е построен пълногабаритен прототип. По-нататъшната работа по модела е спряна поради липса на финансиране.

## Тактико-технически характеристики
Хеликоптерът Ми-44 е изпълнен по класическата едновинтова схема с рулеви винт. Кабината на Ми-44 освен местата за екипажа има места и за четирима пътници. Носещият винт е четирилопатен с диаметър 10,75 м, а рулевия е двувлопатен.
Двата газотурбинни двигателя ТВлД-450 са с мощност 450 к.с. всеки. Разположени са в горната част на фюзелажа, непосредствено зад вала на носещия винт. Въздухозаборниците им са снабдени с вградени противопрахови филтри.
Горивните резервоари са разположени в отсека непосредствено под главния редуктор. Максималната полетна маса на хеликоптера е 2150 кг, а полезният товар – 800 кг. Максималната скорост е 260 км/ч.